# Sent Alari d'Estiçac
Sent Alari d'Estiçac (en francès Saint-Hilaire-d'Estissac) és un municipi francès situat al departament de la Dordonya i a la regió de la Nova Aquitània.

## Demografia
| 1962                                       | 1968 | 1975 | 1982 | 1990 | 1999 | 2007 |
| ------------------------------------------ | ---- | ---- | ---- | ---- | ---- | ---- |
| 127                                        | 111  | 89   | 87   | 110  | 114  | 266  |
| Des de 1962: població sense dobles comptes |      |      |      |      |      |      |

## Administració
| Període   | Identitat       | Partit |
| --------- | --------------- | ------ |
| 1971-2008 | Georges Massias |        |
| 1985-     | Michèle Jeammet |        |